# Creepy Nuts
Creepy Nuts – japoński duet hiphopowy powstały w 2013 roku, w którego skład wchodzą DJ Matsunaga i R-Shitei.
Duet wykonał motywy otwierające i kończące różne anime i dramaty telewizyjne, takie jak Zew nocy, Ekstremalnie niestosowne!, i Dandadan. Stworzyli także piosenkę przewodnią audycji Spring Koshien w 2022 roku.
Ich singiel „Bling-Bang-Bang-Born” został wydany 7 stycznia 2024 jako motyw otwierający do drugiego sezonu anime Mashle. Utwór znalazł się na szczycie listy Japan Hot 100 przez osiem tygodni z rzędu, stając się pierwszym singlem duetu, który osiągnął pierwsze miejsce na tej liście. Był to również światowy hit, który zajął ósme miejsce na liście Billboard Global 200.

## Skład
- DJ Matsunaga (jap. DJ松永) – DJ
- R-Shitei (jap. R-指定) – raper

## Dyskografia

### Albumy studyjne
- Creep Show (2018)
- Case (2021)
- Ensemble Play (2022)
- Legion (2025)

### Albumy kompilacyjne
- Indies Complete (2018)

### EP
- Tarinai futari (2016)
- Joen dan’yū-shō (2017)
- Yofukashi no uta (2019)
- Katsute tensai datta oretachi e (2020)